# حادثه معبد هوننو
حادثه معبد هوننو (به ژاپنی: 本能寺の変 Honnō-ji no Hen) به خودکشی اجباریِ اودا نوبوناگا در ۲۱ ژوئن ۱۵۸۲ پس از حمله ساموراییِ شورشی آکِچی میتسوهیدِه به معبد هوننو اشاره دارد. دلایل این کودتا روشن نیست. در هنگام حادثه معبد هوننو پسر و جانشین نوبوناگا اودا نوبوتادا در معبد میوکاکو در کیوتو خبر کودتا را شنید و قصد داشت به یاری پدرش راهی معبد هوننو شود که به وی خبر داده شد که نوبوناگا کشته شده‌است به همین علت نوبوتادا در قلعه نیجو که استحکامات بهتری برای دفاع داشت جای گرفت و توانست شاهزاده سانه‌هیتو را که در این قلعه ساکن بود قبل از حمله آکچی میتسوهیده از آنجا فراری دهد. در همان روز ۲۱ ژوئن قلعه نیجو مورد حمله سپاه آکچی میتسوهیده قرار گرفت و نوبوتادا به همراه ۶۰ نفر دیگر از همراهان وی کشته شدند.

## زمینه
اودا نوبوناگا در اوج قدرت بود، زیرا خاندان تاکدا را در همان سال در نبرد تنموکوزان نابود کرده بود. او ژاپن مرکزی را کاملاً تحت سیطره خود داشت و تنها رقبای او خاندان موری، خاندان اوئه‌سوگی و خاندان هوجوی اخیر بودند که هرکدام به سبب وقایع داخلی ولایت خود ضعیف شده بودند. پس از مرگ موری موتوناری (۱۴۹۷ – ۱۵۷۱)، نوهٔ او، موری تروموتو، طبق خواست موتوناری با کمک دو عموی خود به رهبری رسید و فقط برای حفظ وضع موجود تلاش می‌کرد. هوجو اوجی‌یاسو (۱۵۱۵ – ۱۵۷۱) که استراتژیست مشهور بود نیز درگذشته بود و پسر کمتر برجسته او هوجو اوجیماسا را در جای خود باقی گذاشته بود. سرانجام، مرگ اوئه‌سوگی کنشین (۱۵۳۰ – ۱۵۷۸) باعث شد تا خاندان اوئه‌سوگی درگیر نبرد داخلی بین دو پسر خوانده‌اش شود و این خاندان ضعیف تر از قبل شده بود.
در این هنگام بود که اودا نوبوناگا شروع به اعزام ژنرال‌های خود به هدف تهاجم به تمام جهات کرد تا به گسترش نظامی خود ادامه دهد. او به تویوتومی هیده‌یوشی دستور داد تا به خاندان موری حمله کند. نیوا ناگاهیده برای حمله به شیکوکو آماده شده بود؛ تاکیگاوا کازوماسو برای تحت نظر قرار دادن خاندان هوجوی اخیر در ولایت کوزوکه و ولایت شینانو؛ و شیباتا کاتسوایه برای حمله به ولایت اچیگو، قلمرو خانگی خاندان اوئه‌سوگی.
در این هنگام نوبوناگا همچنین برای جشن نابودی خاندان تاکدا، از متحد خود توکوگاوا ایه‌یاسو دعوت کرده بود تا مهمان او در قلعه آزوچی باشد و همچنین در منطقه کانسای گشت و گذار کند. در همین زمان، نوبوناگا از تویوتومی هیده‌یوشی، که نیروهایش در محاصره قلعه تاکاماتسو درگیر نبرد با خاندان موری بود، تقاضای تقویت نیرو دریافت کرد. سپس نوبوناگا از ایه‌یاسو جدا شد، ایه‌یاسو برای گشت به نقاط دیگر کانسای رفت در حالی که خود نوبوناگا برای کمک به تویوتومی هیده‌یوشی در خط مقدم آماده شد. او به آکچی میتسوهیده نیز دستور داد که به کمک هیده‌یوشی برود و در معبد هوننو، محل استراحت معمول خود، هنگام توقف در کیوتو، اقامت کرد. تنها افرادی که در اطراف خود داشت مقامات دربار، بازرگانان، هنرمندان طبقه بالا و ده‌ها خادم بودند.

## خیانت آکچی میتسوهیده

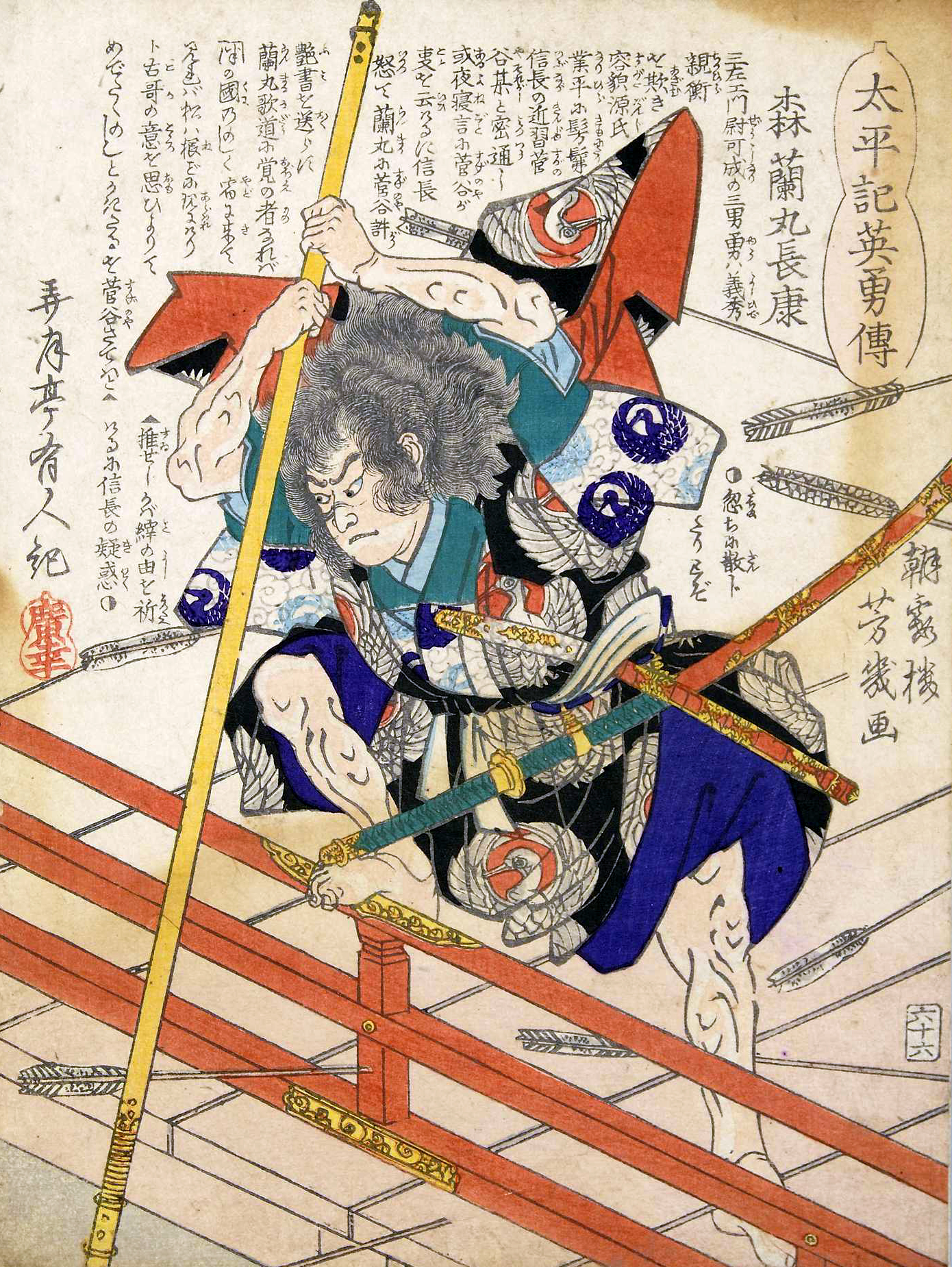
"سرگذشت قهرمانان تایپه" موری رانمارو ناگایاسو.

با دریافت دستور، میتسوهیده به قلعه ساکاموتو بازگشت و به پایگاه خود در ولایت تانبا نقل مکان کرد. در حدود این زمان، وی جلسه ای با چندین شاعر برجسته رنگا (سبکی از شعر) داشت، و در آنجا اهداف خود را از قیام روشن کرد.
میتسوهیده فرصتی برای اقدام پیدا کرده بود، در حالی که نه تنها نوبوناگا در معبد هوننو استراحت می‌کرد و برای حمله آماده نبود، بلکه همه نیروهای مهم دیگر و عمده ارتش نوبوناگا در سایر مناطق کشور درگیر مأموریت بودند.
میتسوهیده به بهانه پیروی از دستور نوبوناگا ارتش خود را به سمت کیوتو حرکت داد. اولین بار نبود که نوبوناگا نیروهای مدرن و مجهز خود را در کیوتو به نمایش می‌گذاشت، بنابراین راهپیمایی به سمت کیوتو هیچ سوظنی ایجاد نمی‌کرد. هنگامی که آنها از رود کاتسورا عبور کردند، میتسوهیده به نیروهای خود اعلام کرد که "دشمن در معبد هوننو در انتظار است! (敵 は 本能 寺 に あ り، Teki wa Honnō-ji ni ari).
قبل از طلوع آفتاب، ارتش میتسوهیده معبد را محاصره کرد. نوبوناگا و خادمان و محافظانش مقاومت کردند، اما آنها فهمیدند که ادامه مقاومت در برابر تعداد زیاد نیروهای میتسوهیده بی‌فایده است. سپس نوبوناگا، با کمک موری رانمارو، خودکشی کرد. گفته می‌شود که آخرین سخنان وی عبارتند از: «رانمارو، اجازه ندهید آنها وارد شوند …» موری رانمارو بنا به درخواست نوبوناگا معبد را آتش زد تا کسی قادر نباشد مطابق رسم آن روز سر نوبوناگا را به دست بیاورد. این وفاداری و از خودگذشتگی رانمارو، وی را به چهره‌ای قابل احترام در تاریخ تبدیل کرده‌است. بقایای جسد نوبوناگا هرگز پیدا نشد.
میتسوهیده پس از تسخیر معبد هوننو، به اودا نوبوتادا، پسر ارشد و وارث نوبوناگا حمله کرد. نوبوتادا نیز مجبور به خودکشی شد.
میتسوهیده پس از تلاش برای متقاعد کردن ملازمان اودا برای شناختن وی به عنوان ارباب جدید سرزمین‌های اودای سابق، وارد قلعه قلعه آزوچی (محل سکونت نوبوناگا) شد و شروع به ارسال پیام به دربار امپراتوری در کیوتو برای تقویت موقعیت و فشار آوردن به دربار جهت شناسایی و تأیید خود کرد.

## دلایل کودتا
دلایل آکچی میتسوهیده برای کودتا روشن نیست و باعث بحث و گمانه‌زنی شده‌است. اگرچه نظریه‌های متعددی وجود دارد، اما دلیل مورخ کوواتا تاداچیکا این است که میتسوهیده کینه شخصی داشته‌است. نظریه‌های دیگر معتقدند که میتسوهیده از ترس عمل می‌کرد یا جاه طلبی داشت ژاپن را تصاحب کند، صرفاً برای محافظت از دربار امپراتوری (که نوبوناگا به اقتدار آن احترام قائل نبود)، یا در تلاش بود انقلابی نمادین را حذف کند. نظریه دیگر این است که میتسوهیده از ظلم نوبوناگا ناخشنود بود. بسیاری فکر می‌کنند که این کودتا ترکیبی از برخی از دلایل فرض شده فوق بود.
هنگامی که نوبوناگا، توکوگاوا ایه‌یاسو را به قلعه آزوچی دعوت کرد، آکچی میتسوهیده مسئول تأمین نیازهای مهمان و پذیرایی از ایه‌یاسو بود. بعداً او به دلایل نامعلومی از این پست برکنار شد. یک داستان وجود دارد که نوبوناگا در مقابل مهمانان به دلیل سرو ماهی فاسد به او پرخاش می‌کند.
یک داستان دیگر می‌گوید وقتی نوبوناگا دستور پشتیبانی و کمک به تویوتومی هیده‌یوشی را به آکچی داد، به نوعی اشاره شد که آکچی سرزمین‌های فعلی خود را از دست خواهد داد و باید برای سرزمینی که هنوز تحت کنترل اودا نبود، بجنگد. از آنجا که نوبوناگا دو کارمند ارشد زیر دست خود، ساکوما نوبوموری و هایاشی هیده‌سادا را به دلیل عملکرد ضعیف به تبعید فرستاده بود، ممکن است آکچی تصور می‌کرد که ممکن است به سرنوشت مشابهی دچار شود. آکچی در اوایل پنجاه سالگی بود و برخی معتقدند که او ممکن است نسبت به چنین آینده تلخی احساس ناامنی کرده باشد.
به‌علاوه، ظاهراً هنگام حمله به ولایت تانبا، آکچی مادر خود را به عنوان گروگان به قلعه یاکامی فرستاد تا هاتانو هیده‌هارو را متقاعد به تسلیم کند. با این حال نوبوناگا، هاتانو هیده‌هارو را اعدام کرد، عملی که باعث شد ملازم سابق هاتانو مادر آکچی را بکشند. آکچی میتسوهیده از این امر احساس تحقیر و افسردگی کرد و سرانجام تصمیم گرفت ارباب خود را بکشد. این داستان اما فقط در دوره ادو شروع به انتشار شده‌است و منشأ تاریخی مشکوکی دارد.
لوئیس فرویس نوشته‌است که آکچی میتسوهیده دوست داشت از خیانت به عنوان استراتژی خود استفاده کند. او همچنین پیشنهاد داده که آکچی میتسوهیده را دوست نداشته باشد زیرا او به دایمیوهای فودای که مدت‌ها به خاندان اربابش خدمت کرده بود، تعلق ندارد. در بسیاری از کتاب‌ها گفته شده بود که نوبوناگا با آکچی بدرفتاری می‌کرده‌است و به او توهین می‌کرده‌است.
قبل از اینکه آکچی راهپیمایی خود را به سمت منطقه چوگوکو آغاز کند، یک جلسه رنگا در معبد آتاگو در کوه آتاگو برگزار کرد. خط آغازین رنگا، Toki wa ima , ame ga shita shiru satsuki kana (時 は 今 雨 が た 滴 る 皐 月 か،)، به معنی "زمان اکنون است، ماه پنجم هنگام باران است." با این حال، چندین هم‌نام (زبان‌شناسی) در این خط وجود دارد، به‌طوری که می‌توان معنی آن را دو لایه در نظر گرفت. یک معنی جایگزین، بدون تغییر در هر یک از تلفظ‌ها، این خواهد بود: 時 は 今 天 が 下 治 る 皐 月 か. بنابراین آن را نیز ترجمه کرده‌اند "اکنون زمان حکومت جهان است: ماه پنجم است!" در این حالت، کلمه toki، که در نسخه اول به معنی "زمان" است، که با نام خانوادگی اجدادی آکچی خاندان توکی یکسان به نظر می‌رسد.
همچنین اعتقاد بر این است که آکچی ممکن است آلت دست ایه‌یاسو یا هیده‌یوشی باشد، زیرا مرگ نوبوناگا سود واضحی برای هر دو نفر داشت. هیده‌یوشی اداره کنندهٔ ژاپن شد و ایه‌یاسو مرد شماره دو کشور شد.
اودا نوبوتاکا، پسر سوم نوبوناگا، نیز قبل از مرگش شعری نوشت با مضمون لعن تویوتومی هیده‌یوشی تحت عنوان «هاشیبا چیکوزن»، این عنوانی است که هیده‌یوشی که قبل از تبدیل شدن به کانپاکو و سشو از آن استفاده می‌کرد.

## حوادث بعد از کودتا
تویوتومی هیده‌یوشی به سرعت با خاندان موری صلح کرد و به سرعت به کیوتو برگشت و نیوا ناگاهیده و اودا نوبوتاکا در اوساکا به او پیوستند. در حال حرکت به سمت کیوتو، او میتسوهیده را در نبرد یامازاکی شکست داد، و میتسوهیده نیز هنگام تلاش برای فرار توسط راهزنان کشته شد.
ایه‌یاسو با کمک هاتوری هانزو رهبر نینجا‌ها، از ساکای از طریق چندین ولایت گریخت و از کوه‌های ولایت ایگا عبور کرد و سرانجام به ساحل ولایت ایسه رسید سپس. وی از طریق دریا به ولایت میکاوا به خانه خود بازگشت و مدت زیادی طول کشید تا موقعیت خود را تثبیت کند، هیده‌یوشی در طی همین مدت بیشتر مناطق نوبوناگا را کاملاً تحت کنترل خود گرفت.
تاکیگاوا کازوماسو ناگهان با یورش خاندان هوجوی اخیر روبرو شد و بیشتر زمین‌های خود را در آن منطقه از دست داد.
شیباتا کاتسوایه و نیروهایش در شمال توسط یک ضد حمله خاندان اوئه‌سوگی در ولایت اچیزن گرفتار شدند و مدت طولانی قادر به اقدامی دیگر نبودند. شیباتا کاتسوایه یک سال بعد در نبرد شیزوگاتاکه علیه هیده‌یوشی شکست خورد.
این واقعیت که هیچ‌کس دیگر شانس، منابع و توانایی عمل قاطعانه در برابر این کودتا را نداشت، برتری هیده‌یوشی و میراث معنوی اودا نوبوناگا را تضمین می‌کرد.

## گاهشماری رویدادها
- تمامی وقایع در سال ۱۵۸۲ است.
- توضیح تا سال ۱۵۸۲ میلادی گاه‌شماری ژولینی در دوره مسیحی با مبدأ میلادی (به عنوان گاه‌شماری میلادی) پذیرفته شده بود اما کبیسه‌گیری تقویم میلادی در سال ۱۵۸۲ میلادی (با عنوان گاه‌شماری گریگوری یا گاه‌شماری میلادی) تغییر کرد.

| گاه‌شماری شمسی–قمری گاهشماری ژاپنی | گاه‌شماری دوران مشترک گاه‌شماری ژولینی | گاه‌شماری میلادی | عملکرد تویوتومی هیده‌یوشی | عملکرد آکچی میتسوهیده | دیگر وقایع |
| --------------------------------- | ------------------------------------ | --------------- | --- | --- | --- |
| سال دهم تنشو ماه پنجم روز هشتم    | ۲۹ مه                                | ۸ ژوئن          | قلعه تاکاماتسو در ولایت بیچو را محاصره کرد و به آب بست | | |
| ماه پنجم روز ۱۵                   | ۵ ژوئن                               | ۱۵ ژوئن         | | توسط اربابش اودا نوبوناگا مسئول پذیرایی از توکوگاوا ایه‌یاسو شد | توکوگاوا ایه‌یاسو برای دیدار نوبوناگا به قلعه آزوچی وارد شد |
| ماه پنجم روز ۱۷                   | ۷ ژوئن                               | ۱۷ ژوئن         | درخواست اعزام نیروی کمکی فوری برای جنگ با خاندان موری | از مسئولیت پذیرایی معاف شده و به همراه سپاهش برای کمک به هیده‌یوشی اعزام شد | |
| ماه پنجم روز ۱۹                   | ۹ ژوئن                               | ۱۹ ژوئن         | عملیات به آب فرو بردن قلعه تاکاماتسو به‌طور کامل انجام شد | | |
| ماه پنجم روز ۲۶                   | ۱۶ ژوئن                              | ۲۶ ژوئن         | | ورود به قلعه کامه‌یاما در ولایت تانبا | |
| ماه پنجم روز ۲۷                   | ۱۷ ژوئن                              | ۲۷ ژوئن         | | جهت دعا کردن برای پیروزی به کوه آتاگو رفت | |
| ماه پنجم روز ۲۸                   | ۱۸ ژوئن                              | ۲۸ ژوئن         | | در معبدی در کوه آتاگو به همراه شاعر ساتومورا جوها سرود خواند | |
| ماه پنجم روز ۲۹                   | ۱۹ ژوئن                              | ۲۹ ژوئن         | | | نوبوناگا از قلعه آزوچی خارج شد و به معبد هوننو در کیوتو وارد شد سومین پسر نوبوناگا، اودا نوبوتاکا، بخاطر پیوستن به حمله به چوگوکو همراه لشکرش به ولایت ستسو، سومی‌یوشی، اوساکا رسید                                       |
| ماه ششم روز ۱                     | ۲۰ ژوئن                              | ۳۰ ژوئن         | | از قلعه کامه‌یاما خارج شد و به سمت معبد هوننو حرکت کرد | نوبوناگا مراسم چای ژاپنی را برپا کرده و بسیاری از اشراف و لشکریان را در این مراسم پذیرایی کرد همان شب با هون‌اینبو سانسا گو بازی کرد                                                                                      |
| ماه ششم روز ۲                     | ۲۱ ژوئن                              | اول ژوئیه       | | حادثه معبد هوننو حمله به معبد هوننو و خودکشی اجباری اودا نوبوناگا و پسر ارشدش اودا نوبوتادا در پی این حمله پس از آن میتسوهیده به سمت قلعه آزوچی حرکت کرد اما پل بر روی رود یودو توسط ملازمان نوبوناگا ویران شده بود و نتوانست از رود بگذرد بعدازظهر به قلعه ساکاموتو برگشته و جهت درخواست حمایت به دایمیوها نامه‌نگاری کرد | توکوگاوا ایه‌یاسو که در حال گشت و گذار درساکای بود از مرگ نوبوناگا باخبر شد و جهت پرهیز از مواجه شدن با سپاه میتسوهیده، تصمیم گرفت پنهانی به ولایت خود بازگردد                                                            |
| ماه ششم روز ۳                     | ۲۲ ژوئن                              | ۲ ژوئیه         | نیمه شب تا صبح روز بعد از حادثه معبد هوننو اطلاع پیدا کرد آنکوکوجی اکی از خاندان موری را به نزد خود خوانده در مورد شرایط صلح گفتگو کرد | اعزام ملازم برای تصرف ولایت اومی | صبح، شیباتا کاتسوایه، ولایت اتچوقلعه اوزو را تصرف کرد و بلافاصله پس از آن از مرگ نوبوناگا باخبر شد هوسوکاوا فوجی‌تاکا・ هوسوکاوا تادائوکی (داماد میتسوهیده) موهای خود را تراشیده و برای مرگ نوبوناگا لباس عزا بر تن کردند |
| ماه ششم روز ۴                     | ۲۳ ژوئن                              | ۳ ژوئیه         | پنهان کردن مرگ نوبوناگا و صلح با موری تروموتو صبح、 طبق شرایط صلح هاراکیری ارباب قلعه تاکاماتسو شیمیزو مونه‌هارو را مشاهده کرد بر طبق یکی از نظریه‌ها بازگشت از چوگوکو از این تاریخ آغاز می‌شود.                                                             | ائتلاف با تسوتسوی جونکی تصرف تقریبی ولایت اومی | بازگشت ایه‌یاسو، به قلعه اوکازاکی در ولایت میکاوا عصر، اطلاع یافتن خاندان موری از مرگ نوبوناگا |
| ماه ششم روز ۵                     | ۲۴ ژوئن                              | ۴ ژوئیه         | فرستادن پیغام به ناکاگاوا کیوهیده مبنی بر سلامت بودن نوبوناگا و پسر ارشدش نوبوتادا | تصرف قلعه آزوچی دست بردن به خزانه نوبوناگا در قلعه آزوچی به کیوگوکو تاکاتسوگو・آتسوجی سادایوکی دستور داده توسط ایشان قلعه ناگاهاما در ولایت اومی تصرف شد و سایتو توشی‌میتسو به این قلعه وارد شد | تسودا نوبوزومی (داماد میتسوهیده)، قلعه اوساکا توسط اودا نوبوتاکا・نیوا ناگاهیده کشته شد |
| ماه ششم روز ۶                     | ۲۵ ژوئن                              | ۵ ژوئیه         | آغاز بازگشت از چوگوکو بیشتر از این روز در نظر گرفته می‌شود. پیمودن فاصله بین قلعه تاکاماتسو در ولایت بیچو تا «قلعه نوما» پیمودن ۲۲ کیلومتر از ۲۰۰ کیلومتر                                                                                                  | | |
| ماه ششم روز ۷                     | ۲۶ ژوئن                              | ۶ ژوئیه         | از روز ششم تا روز هشتم رسیدن به قلعه هیمه‌جی در ولایت هاریما پیمودن ۷۰ کیلومتر (در مجموع پیمودن ۹۲ کیلومتر از ۲۰۰ کیلومتر) | | دیدار یوشیدا کانه‌می از مقامات دربار ژاپن با میتسوهیده در قلعه آزوچی و تبریک پیروزی به وی |
| ماه ششم روز ۸                     | ۲۷ ژوئن                              | ۷ ژوئیه         | ارتباط برقرار کردن با هوسوکاوا فوجی‌تاکا | بازگشت به قلعه ساکاموتو اطلاع یافتن از حرکت سپاه هیده‌یوشی | در پیروی از میتسوهیده، آندو موریناری در ولایت مینو با اینابا یوشی‌میچی نبرد کرد و پس از شکست کشته شد. |
| ماه ششم روز ۹                     | ۲۸ ژوئن                              | ۸ ژوئیه         | قبل از روشن شدن هوا خارج شدن از قلعه هیمه‌جی و رسیدن به «آکاشی» پیمودن ۳۵ کیلومتر (در مجموع پیمودن ۱۲۷ کیلومتر از ۲۰۰ کیلومتر) توسط یک سپاه فرعی قلعه سوموتو در ولایت آواجی تصرف شد توسط تاکایاما اوکون نحوه حرکت سپاه میتسوهیده به هیده‌یوشی اطلاع داده شد | رسیدن به کیوتو و رفتن به دربار ژاپن برای اهدای مقداری از خزانه نوبوناگا شام در عمارت یوشیدا کانه‌می فرستادن نامه دوم به هوسوکاوا فوجی‌تاکا | پاسخ منفی تسوتسوی جونکی به درخواست کمک دستور آشیکاگا یوشی‌آکی به کیکاوا موتوهارو و پسرش کیکاوا هیروایه برای فراهم کردن مقدمات ورود وی به کیوتو                                                                            |
| ماه ششم روز ۱۰                    | ۲۹ ژوئن                              | ۹ ژوئیه         | پیمودن فاصله میان آکاشی تا ولایت هاریما (استان هیوگو کنونی) | برای آگاهی یافتن از پیوستن سپاه تسوتسوی جونکی اتراق کردن در گردنه هوراگا توگه | |
| ماه ششم روز ۱۱                    | ۳۰ ژوئن                              | ۱۰ ژوئیه        | پیمودن فاصله میان ولایت هاریما و رسیدن به آماگاساکی، هیوگو، پیمودن ۲۶ کیلومتر (در مجموع پیمودن ۱۷۱ کیلومتر از ۲۰۰ کیلومتر) تراشیدن سر در معبد سیکن | میتسوهیده یک فرستاده را برای متقاعد کردن تسوتسوی جونکی به نزد وی فرستاد اما جونکی حاضر به همکاری نشد | |
| ماه ششم روز ۱۲                    | ۱ ژوئیه                              | ۱۱ ژوئیه        | پیمودن فاصله میان آماگاساکی، هیوگوتا «توندا» پیمودن ۲۳ کیلومتر (در مجموع پیمودن ۱۹۴ کیلومتر از ۲۰۰ کیلومتر) درخواست نیروی کمکی از ولایت کی | | صلح مابین کننیو (رهبر معبد هونگان) و کیونیو پسر ارشد وی |
| ماه ششم روز ۱۳                    | ۲ ژوئیه                              | ۱۲ ژوئیه        | رسیدن به اویامازاکی در کیوتو، پایان بازگشت از چوگوکو دیدار با اودا نوبوتاکا نبرد با نیروهای آکچی میتسوهیده در نبرد یامازاکی پیروزی در نبرد | شکست در نبرد یامازاکی حرکت به سمت قلعه ساکاموتو کشته شدن توسط دزدان | |
| ماه ششم روز ۱۴                    | ۳ ژوئیه                              | ۱۳ ژوئیه        | به ولایت اومی وارد شد و از کشته شدن میتسوهیده اطلاع پیدا کرد | | شکست آکچی هیده‌میتسو سقوط قلعه ساکاموتو |
| ماه ششم روز ۱۵                    | ۴ ژوئیه                              | ۱۴ ژوئیه        | | | آتش گرفتن قلعه آزوچی به دلیل نامشخص |
| ماه ششم روز ۱۶                    | ۵ ژوئیه                              | ۱۵ ژوئیه        | به قلعه آزوچی وارد شد | سر و بدن میتسوهیده در روی باقیمانده قلعه آزوچی که سوزانده شده بود به معرض دید گذاشته شد | |
| ماه ششم روز ۱۷                    | ۶ ژوئیه                              | ۱۶ ژوئیه        | | | سایتو توشی‌میتسو در ولایت اومی دستگیر شد و پس از گرداندن در شهر در روکوجوگاوارا در کیوتو گردن زده شد |
| ماه ششم روز ۱۸                    | ۷ ژوئیه                              | ۱۷ ژوئیه        | | | شیباتا کاتسوتویو・شیباتا کاتسوماسا از ملازمان شیباتا کاتسوایه تا ناگاهاما در ولایت اومی پیشروی کردند کاواجیری هیده‌تاکا ملازم نوبوناگا در ولایت کای به علت شورش ملازمان پیشین خاندان تاکدا کشته شد                        |
| ماه ششم روز ۱۹                    | ۸ ژوئیه                              | ۱۸ ژوئیه        | | | شکست تاکیگاوا کازوماسو در نبرد کاناگاوا در برابر خاندان هوجوی اخیر |
| ماه ششم روز ۲۲                    | ۹ ژوئیه                              | ۲۱ ژوئیه        | | سر بریده میتسوهیده و سایتو توشی‌میتسو در کیوتو به معرض دید گذاشته شد | |
| ماه ششم روز ۲۵                    | ۱۰ ژوئیه                             | ۲۴ ژوئیه        | همراه با سومین پسر نوبوناگا، اودا نوبوتاکا به ولایت مینو. اُواری وارد شد و باقیمانده طرفداران آکچی میتسوهیده را تصفیه کرد | | |
| ماه ششم روز ۲۷                    | ۱۱ ژوئیه                             | ۲۶ ژوئیه        | گردهمایی کیوسو | | انتخاب نوهٔ اودا نوبوناگا به عنوان جانشین وی در گردهمایی کیوسو |